# Ермолаев, Вячеслав Сергеевич
Вячеслав Сергеевич Ермолаев (род. 14 сентября 1938) — советский и российский хоккеист, защитник, нападающий. Мастер спорта СССР (1962).
В первенстве СССР выступал за команды СК им. Свердлова / «Молот» Пермь (1957/58 — 1965/65) и «Торпедо» Горький (1965/66 — 1970/71). В чемпионате провёл 10 сезонов (1957/58, 1959/60 — 1962/63, 1965/66 — 1967/68, 1969/70 — 1970/71).
Участник хоккейных турниров Спартакиады народов РСФСР 1957/58 и 1960/61.